# Karel Ančerl

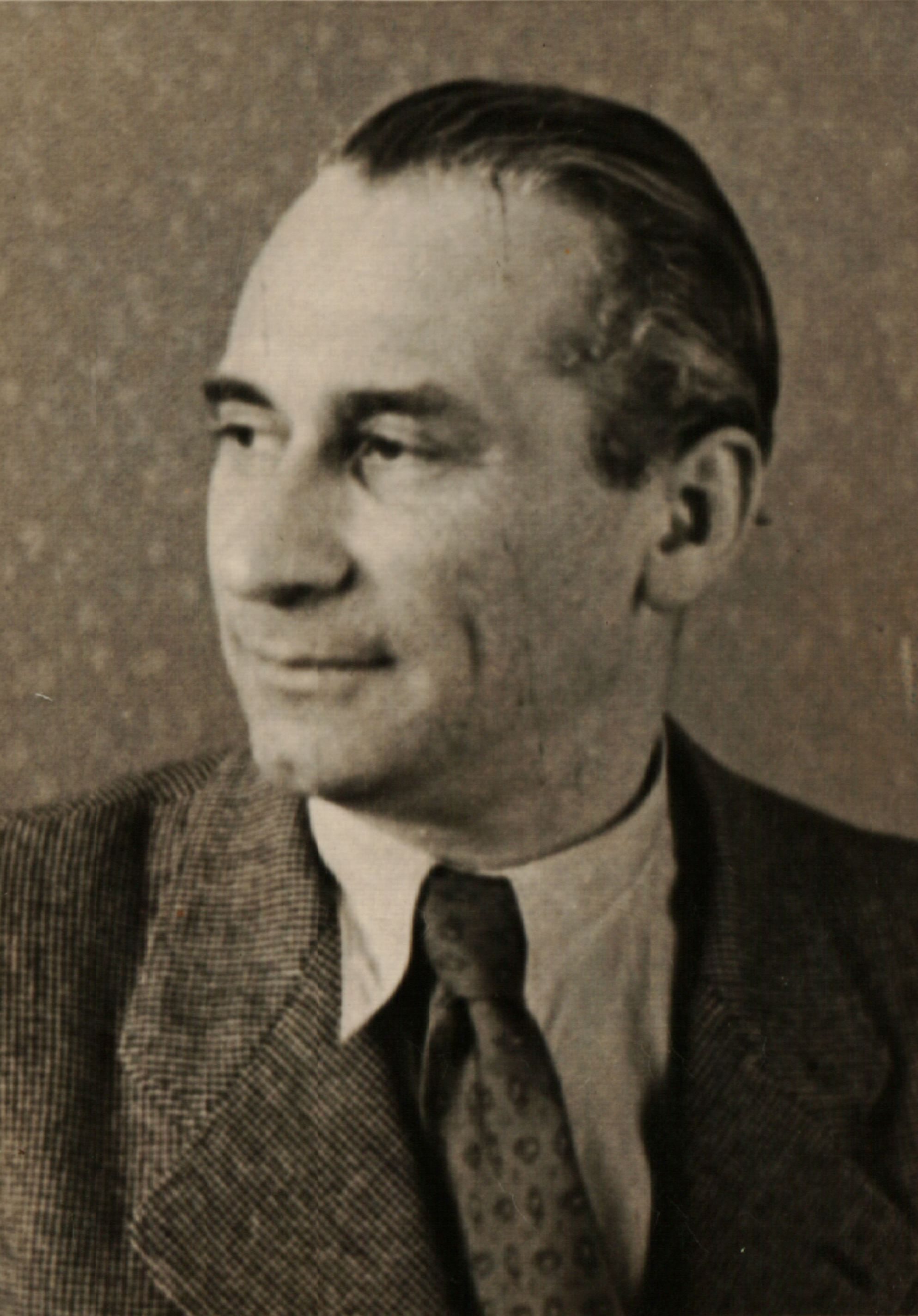
Karel Ančerl

Karel Ančerl (nombre de nacimiento: Karel Antscherl; Tučapy, Bohemia, 11 de abril de 1908-Toronto, 3 de julio de 1973) fue un director de orquesta checo, famoso especialmente por sus interpretaciones de la música de autores del siglo XX (Stravinski, Schönberg, Bartók, Prokófiev) y de compositores checos (Antonín Dvořák, Martinů, Kabeláč). Sus grabaciones discográficas (principalmente aquellas en las que dirige a la Orquesta Filarmónica Checa) tiene gran prestigio y fueron distinguidas con numerosos premios.

## Biografía

### Los comienzos
Nació en el seno de una familia judía. Su padre, Leopold, era un gran productor de vinos y bebidas alcohólicas. Karel realizó la enseñanza secundaria en Praga (1918-24). En 1926 se matriculó en el Conservatorio de Praga donde estudió violín, composición y dirección de orquesta. En 1931 participó en el estreno de Múnich de la ópera de Alois Hába La madre. Llamó la atención del director de orquesta Václav Talich, de quien será discípulo. Fue ayudante de Hermann Scherchen de 1929 a 1931 en Berlín y después en Múnich.
Regresa a Checoslovaquia y entre 1930 y 1933 adquiere gran notoriedad con la dirección de la orquesta de jazz del Teatro Libre y también con la de la Orquesta Sinfónica de la Radio de Praga (de 1933 a 1939). Comienza también a dirigir la Orquesta Filarmónica Checa de Václav Talich.

### Segunda Guerra Mundial: reclusión en campos de concentración
Al principio de la Segunda Guerra Mundial los nazis clausuraron el Teatro Libre por considerarlo demasiado vanguardista. Ančerl fue deportado al campo de concentración de Theresienstadt (nombre alemán de Terezín), lugar donde recluyeron a judíos que habían participado en la Primera Guerra Mundial y a personalidades judías que no pudieron exiliarse.
El objetivo del campo de Theresienstadt (creado tras la conferencia de Wannsee, 1942) era crear una suerte de gueto que demostrara la magnanimidad de las fuerzas de ocupación y engañara al Comité Internacional de la Cruz Roja. En la película propagandística El Führer ofrece una ciudad a los judíos: se está tan bien en Theresienstadt se ve cómo Ančerl dirige a instrumentistas y cantantes, supuestos compañeros suyos: en realidad, eran actores en decorados. Después del rodaje de esta película, el rigor de la vida en el campo de concentración se extremó: muchos fueron trasladados a Auschwitz (entre ellos, el propio Ančerl) y a otros campos de exterminio.
Ančerl, muy debilitado, logró sobrevivir, pero su mujer y sus hijos murieron en la cámara de gas de Auschwitz.

### Regreso a Praga
Terminada la guerra, recuperó la dirección de la Orquesta de la Radio y dirigió la Orquesta de la Ópera hasta 1950. El 20 de octubre de 1950 fue nombrado sucesor de Talich en la Orquesta Filarmónica Checa (Talich fue apartado de la dirección acusado de colaborar con los nazis durante la ocupación alemana). Con Ančerl se confirma la calidad extraordinaria que había alcanzado la orquesta y su prestigio internacional (el primer concierto en el extranjero de la Filarmónica Checa fue en 1956). Ančerl se mantendrá al frente de la orquesta hasta 1968.

### LaPrimavera de Pragay traslado en Toronto
Tras la ocupación y represión soviética de 1968, decidió tomar la dirección de la Orquesta Sinfónica de Toronto. Dirigió por última vez a la Filarmónica Checa en la primavera de 1969. A partir de entonces los mejores solistas del mundo querían tocar junto a él en Toronto, ciudad en la que murió a causa del cáncer en 1973.

## Dirección orquestal
Ančerl es uno de los mejores directores de orquesta del siglo XX. Su dirección se caracterizaba por su rigor y transparencia. Sus interpretaciones del repertorio checo son de absoluta referencia, en particular sus discos dedicados a Martinů y Janáček. Los críticos destacan también su grabación (1963) de La consagración de la primavera de Stravinski, de Romeo y Julieta de Prokófiev o de la música de Chaikovski.
Entre sus alumnos, destacan Zdenek Kosler y Martin Turnovský.

## Discografía selecta
La fecha entre paréntesis indica el año de grabación.
- Brahms, Sinfonía n.º 1 (1962), Sinfonía n.º 2 (1967). Orquesta Filarmónica Checa
- Shostakóvich, Sinfonía n.° 1 (1964), Sinfonía n.º 5 (1961). Orquesta Filarmónica Checa
- Dvořák, Sinfonía n.° 6 (1966), Sinfonía n.° 9, «Del Nuevo Mundo» (1961). Orquesta Filarmónica Checa
- Dvořák, Concerto para violín (1960). Josef Suk, Orquesta Filarmónica Checa;
- Dvořák, Danzas eslavas. Orquesta de la Gewandhaus de Leipzig
- Dvořák, Réquiem op. 89 (1964). Elisabeth Rose (soprano), Gertraud Prenzlow (contralto), Peter Schreier (tenor), Theo Adam (bajo); Coro y Orquesta Sinfónica de la Radio de Berlín
- Janáček, Sinfonietta (1961), Taras Bulba (1961). Orquesta Filarmónica Checa
- Mahler, Sinfonía n.° 1, «Titán» (1964), Sinfonía n.° 9 (1966). Orquesta Filarmónica Checa
- Prokófiev, Aleksandr Nevski (1962), Romeo y Julieta (1959). Orquesta Filarmónica Checa
- Smetana, Má vlast (1963). Orquesta Filarmónica Checa
- Stravinski, La consagración de la primavera (1963), Sinfonía de los Salmos (1965). Orquesta Filarmónica Checa

| Predecesor: Rafael Kubelík | Director, Orquesta Filarmónica Checa 1950–1968    | Sucesor: Václav Neumann |
| Predecesor: Seiji Ozawa    | Director, Orquesta Sinfónica de Toronto 1969–1973 | Sucesor: Andrew Davis   |